# FC Alma-Ata
El FC Tsesna fue un equipo de fútbol de Kazajistán que alguna vez estuvo en la Super Liga de Kazajistán, la primera liga de fútbol en importanacia en el país.

## Historia
Fue fundado en el 2000 en la ciudad de Almaty con el nombre de FC Tsesna. en el 2004 se cambiaron el nombre a FC Alma-Ata.
Al inicio del 2009, el equipo se declaró en bancarrota, la mayoría de sus integrantes se unieron al FC Megasport y crearon al FC Lokomotiv Astana. El equipo oficialmente desapareció en el año 2010 cuando fue comprado por el FC Kairat y juega con ese nombre.

## Palmarés
- Copa de Kazajistán: 1

2006

## Competiciones europeas
- Copa UEFA: 1 aparición

2007-08: Primera Ronda clasificatoria, eliminado por  FC ViOn Zlaté Moravce 4-2 en el marcador global.

## Ex Entrenadores
- Bernd Storck (2008)

## Jugadores destacados
| - Andrei Shabanov - Sergei Larin - Daniar Kenzhekhanov - Zhambyl Kukeev - Maksim Azovskiy - Denis Rodionov |  | - Andrei Travin - Sergei Ostapenko - Kairat Utabayev - Dmitriy Byakov - Victor Berco - Jafar Irismetov |